# Crazy Horses
Crazy Horses is de best verkochte single van de Amerikaanse muziekgroep The Osmonds in Nederland en België. Op 14 oktober 1972 werd het nummer eerst in de VS en Canada op single uitgebracht. Op 3 november dat jaar volgden Europa, Australië, Nieuw-Zeeland en Japan. In februari 1973 werd het nummer in Joegoslavië op single uitgebracht.

## Achtergrond
Voor Crazy Horses maakte(n) The Osmonds over het algemeen zoetsappige rockmuziek. Later deden ze dat opnieuw als begeleiding van Marie Osmond (Paper Roses) dan wel Donny Osmond (Puppy Love). Crazy Horses is echter een stampend rocknummer met uithalen op gitaar en synthesizer en dat legde de band geen windeieren. 
De plaat welke over de milieuvervuiling gaat, stootte in Nederland na een week Tipparade en de 13e positie door naar zeven weken nummer 1 in de Veronica Top 40 op Radio Veronica. B-kant was That’s My Girl. 
De plaat werd op zaterdag 2 december 1972 door de omroepen verkozen tot de 92e Troetelschijf van de week op de nationale publieke popzender Hilversum 3 en werd een hit in de publieke hitlijst; de Hilversum 3 Top 30 / Daverende Dertig. De plaat stootte in twee weken tijd door naar de nummer 1-positie, alwaar deze eveneens zeven weken bleef staan. Het Nederlandse succes was mede te danken aan een (toen) spectaculair optreden in de televisie quiz Eén van de acht met Mies Bouwman, die een beetje beduusd was van zulke herrie, en tegelijkertijd enthousiast.
In België bereikte de plaat eveneens de nummer 1-positie in zowel de voorloper van de Vlaamse Ultratop 50, de Vlaamse Radio 2 Top 30 als de Waalse hitlijst.
Sinds de allereerste editie in december 1999 staat de plaat onafgebroken genoteerd in de jaarlijkse NPO Radio 2 Top 2000 van de Nederlandse publieke radiozender NPO Radio 2, met als hoogste notering een 587e positie in 2001.

## Hitnoteringen

### Nederlandse Top 40
| "Crazy Horses" in de Veronica Top 40 binnen: week 50/1972 | "Crazy Horses" in de Veronica Top 40 binnen: week 50/1972 | "Crazy Horses" in de Veronica Top 40 binnen: week 50/1972 | "Crazy Horses" in de Veronica Top 40 binnen: week 50/1972 | "Crazy Horses" in de Veronica Top 40 binnen: week 50/1972 | "Crazy Horses" in de Veronica Top 40 binnen: week 50/1972 | "Crazy Horses" in de Veronica Top 40 binnen: week 50/1972 | "Crazy Horses" in de Veronica Top 40 binnen: week 50/1972 | "Crazy Horses" in de Veronica Top 40 binnen: week 50/1972 | "Crazy Horses" in de Veronica Top 40 binnen: week 50/1972 | "Crazy Horses" in de Veronica Top 40 binnen: week 50/1972 | "Crazy Horses" in de Veronica Top 40 binnen: week 50/1972 | "Crazy Horses" in de Veronica Top 40 binnen: week 50/1972 | "Crazy Horses" in de Veronica Top 40 binnen: week 50/1972 | "Crazy Horses" in de Veronica Top 40 binnen: week 50/1972 |
| Week                                                      | 1                                                         | 2                                                         | 3                                                         | 4                                                         | 5                                                         | 6                                                         | 7                                                         | 8                                                         | 9                                                         | 10                                                        | 11                                                        | 12                                                        | 13                                                        |                                                           |
| --------------------------------------------------------- | --------------------------------------------------------- | --------------------------------------------------------- | --------------------------------------------------------- | --------------------------------------------------------- | --------------------------------------------------------- | --------------------------------------------------------- | --------------------------------------------------------- | --------------------------------------------------------- | --------------------------------------------------------- | --------------------------------------------------------- | --------------------------------------------------------- | --------------------------------------------------------- | --------------------------------------------------------- | --------------------------------------------------------- |
| Positie                                                   | 13                                                        | 1                                                         | 1                                                         | 1                                                         | 1                                                         | 1                                                         | 1                                                         | 1                                                         | 3                                                         | 5                                                         | 8                                                         | 17                                                        | 30                                                        | uit                                                       |

### Hilversum 3 Top 30 / Daverende Dertig
| "Crazy Horses" in de Hilversum 3 Top 30 binnen: week 9-12-1972 | "Crazy Horses" in de Hilversum 3 Top 30 binnen: week 9-12-1972 | "Crazy Horses" in de Hilversum 3 Top 30 binnen: week 9-12-1972 | "Crazy Horses" in de Hilversum 3 Top 30 binnen: week 9-12-1972 | "Crazy Horses" in de Hilversum 3 Top 30 binnen: week 9-12-1972 | "Crazy Horses" in de Hilversum 3 Top 30 binnen: week 9-12-1972 | "Crazy Horses" in de Hilversum 3 Top 30 binnen: week 9-12-1972 | "Crazy Horses" in de Hilversum 3 Top 30 binnen: week 9-12-1972 | "Crazy Horses" in de Hilversum 3 Top 30 binnen: week 9-12-1972 | "Crazy Horses" in de Hilversum 3 Top 30 binnen: week 9-12-1972 | "Crazy Horses" in de Hilversum 3 Top 30 binnen: week 9-12-1972 | "Crazy Horses" in de Hilversum 3 Top 30 binnen: week 9-12-1972 | "Crazy Horses" in de Hilversum 3 Top 30 binnen: week 9-12-1972 | "Crazy Horses" in de Hilversum 3 Top 30 binnen: week 9-12-1972 |
| Week                                                           | 1                                                              | 2                                                              | 3                                                              | 4                                                              | 5                                                              | 6                                                              | 7                                                              | 8                                                              | 9                                                              | 10                                                             | 11                                                             | 12                                                             |                                                                |
| -------------------------------------------------------------- | -------------------------------------------------------------- | -------------------------------------------------------------- | -------------------------------------------------------------- | -------------------------------------------------------------- | -------------------------------------------------------------- | -------------------------------------------------------------- | -------------------------------------------------------------- | -------------------------------------------------------------- | -------------------------------------------------------------- | -------------------------------------------------------------- | -------------------------------------------------------------- | -------------------------------------------------------------- | -------------------------------------------------------------- |
| Positie                                                        | 9                                                              | 1                                                              | 1                                                              | 1                                                              | 1                                                              | 1                                                              | 1                                                              | 1                                                              | 3                                                              | 5                                                              | 8                                                              | 21                                                             | uit                                                            |

### NPO Radio 2 Top 2000
| Nummer met noteringen in de NPO Radio 2 Top 2000 | '99 | '00 | '01 | '02 | '03  | '04 | '05  | '06  | '07  | '08  | '09  | '10  | '11  | '12  | '13  | '14  | '15  | '16  |
| ------------------------------------------------ | --- | --- | --- | --- | ---- | --- | ---- | ---- | ---- | ---- | ---- | ---- | ---- | ---- | ---- | ---- | ---- | ---- |
| Crazy Horses                                     | 939 | 794 | 587 | 755 | 1004 | 787 | 1078 | 1087 | 1356 | 1035 | 1049 | 1119 | 1333 | 1357 | 1356 | 1423 | 1731 | 1975 |

1. ↑  Een vetgedrukt getal geeft de hoogste notering aan.
2. ↑  Deze tabel is bijgewerkt tot en met de laatste editie (2024).